# Polymixia lowei
Polymixia lowei är en fiskart som beskrevs av Günther, 1859. Polymixia lowei ingår i släktet Polymixia och familjen Polymixiidae. Inga underarter finns listade i Catalogue of Life.